# Obelisco de Buenos Aires
El Obelisco de Buenos Aires es un monumento histórico, considerado ícono de Buenos Aires, capital de Argentina.  
Fue construido en 1936 con motivo del cuarto centenario de la primera fundación de Buenos Aires por Pedro de Mendoza. La obra es autoría del arquitecto argentino Alberto Prebisch y la construcción estuvo a cargo del consorcio alemán GEOPÉ-Siemens Bauunion-Grün & Bilfinger. Tiene una altura de 67,5 metros, de los cuales 63 son desde la base de 7x7 m hasta el inicio del ápice de 3,50x3,50 m, culminando con una punta del estilo Roma de unos 40 cm. Tiene una sola puerta de entrada y en su cúspide hay cuatro ventanas.
Se encuentra ubicado en la plaza de la República, en la intersección de las avenidas Corrientes y 9 de Julio, en el barrio de San Nicolás en Buenos Aires.

## Historia

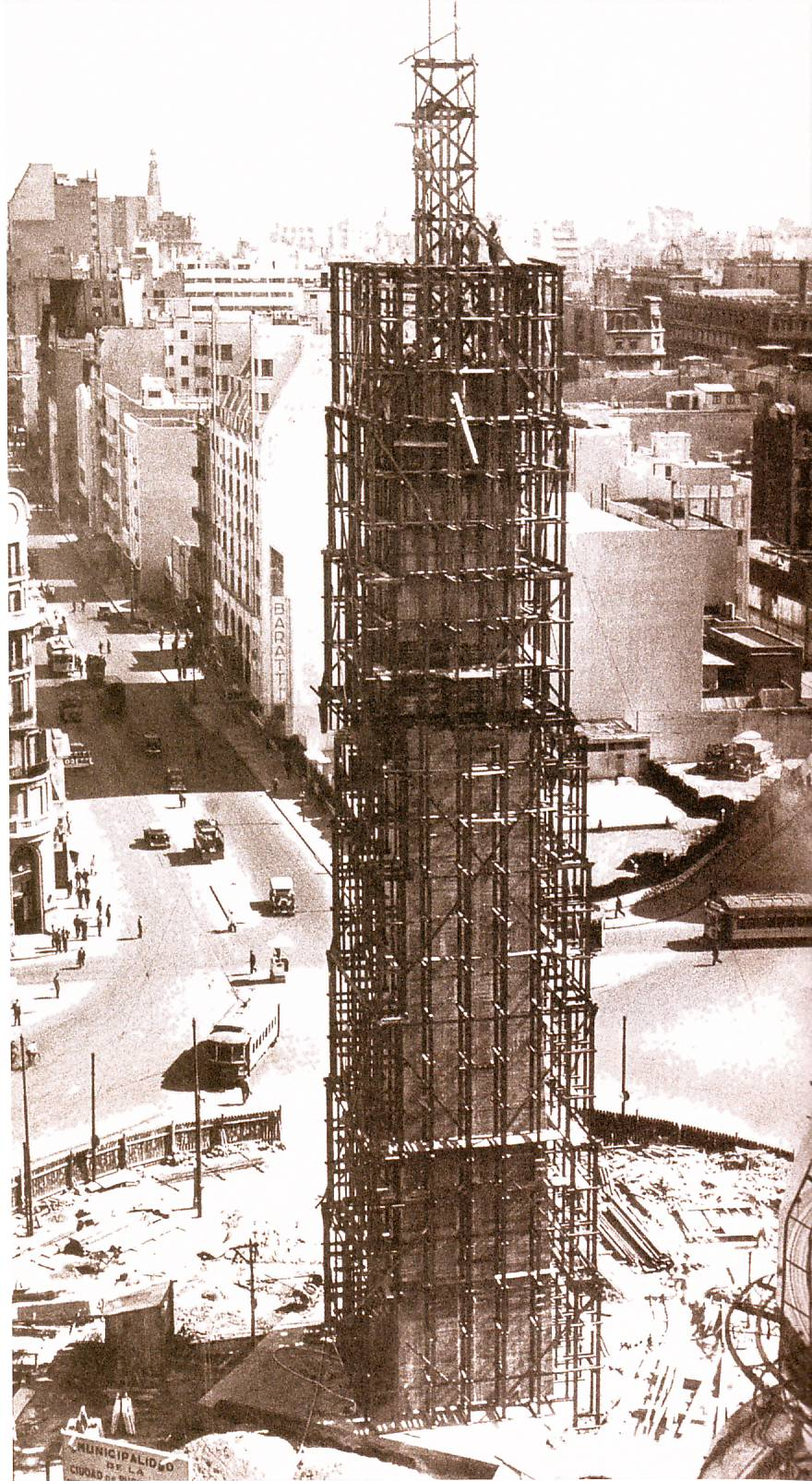
El obelisco en plena construcción, año 1936

En la solar donde hoy se encuentra el obelisco estaba emplazada la iglesia dedicada a San Nicolás de Bari, que se decidió demoler para la construcción de la avenida 9 de Julio. En la torre de esa iglesia fue izada oficialmente por primera vez en Buenos Aires, en 1812, la bandera argentina. Dicha circunstancia se recuerda en una de las inscripciones del lado norte del Obelisco.
Se decía que el bloque radical de las cámaras presentaría un proyecto para que en ese lugar se erigiera el monumento a Hipólito Yrigoyen. Pero, el 3 de febrero de 1936, a 400 años de la denominada «primera fundación de Buenos Aires», el intendente Mariano de Vedia y Mitre, nombrado en la presidencia de Agustín Pedro Justo, firmó un decreto que generaría enconadas polémicas, para la «ejecución de una obra de carácter extraordinario, que señale al pueblo de la República la verdadera importancia de aquella efeméride. Que no existe en la ciudad ningún monumento que simbolice el homenaje de la Capital de la Nación entera.» Se le encargó entonces al arquitecto Alberto Prebisch la construcción de un obelisco que se realizó en solo sesenta días: la obra comenzó el 20 de marzo de 1936 y fue inaugurada el 23 de mayo de ese año.
Alberto Prebisch fue uno de los principales arquitectos del modernismo argentino y autor también del vecino Teatro Gran Rex. Con respecto al motivo de la forma del monumento Prebisch dijo:

Se adoptó esta simple y honesta forma geométrica porque es la forma de los obeliscos tradicionales… Se le llamó Obelisco porque había que llamarlo de alguna manera. Yo reivindico para mí el derecho de llamarle de un modo más general y genérico «Monumento».

La construcción estuvo a cargo del consorcio alemán GEOPÉ - Siemens Bauunion - Grün & Bilfinger, el cual finalizó la obra en el tiempo récord de 31 días, para la que empleó a 157 obreros. Maximizando el aprovechamiento del tiempo se utilizó cemento Incor de endurecimiento rápido y se fue construyendo el monumento por secciones de 2 metros para facilitar el volcado del hormigón. Para su construcción, que costó 200 000 pesos moneda nacional, se utilizaron 680 m³ de cemento y 1360 m² de Cuarzo de Pampa de Olaen, provincia de Córdoba.

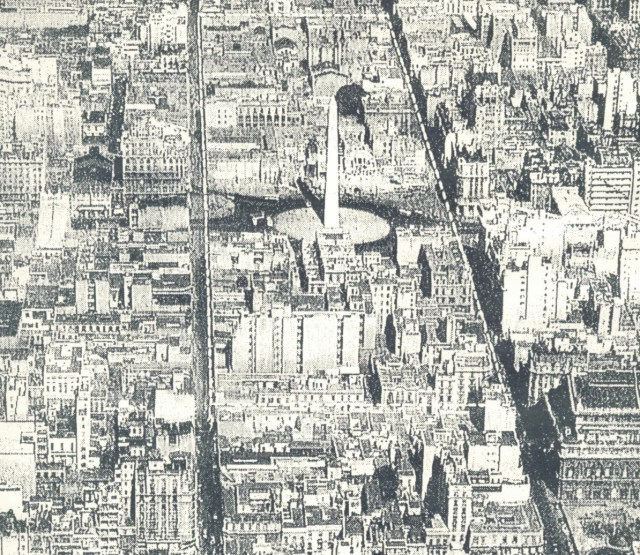
El Obelisco cuando aún no estaba construida la Avenida 9 de Julio, 23 de mayo de 1936

El tendido de la línea B de subterráneos favoreció la construcción del monumento, pues facilitó la colocación de los cimientos sobre los túneles formándose la base de hormigón de 20 m de lado y 1,50 m de altura sobre vigas de 1,80 m de alto que se apoyan en los costados sobre zapatas del mismo material de 1,20 m de alto y de 3 m y 4 m de largo respectivamente. La losa plana del techo del túnel del subte permite el paso de la losa de fundación del obelisco. Durante la obra, el obrero italiano José Cosentino cayó en una de las bóvedas del cimiento y murió.
El 20 de febrero de 1938, Roberto M. Ortiz sucedió a Agustín Pedro Justo y designó como nuevo intendente de la ciudad a Arturo Goyeneche.

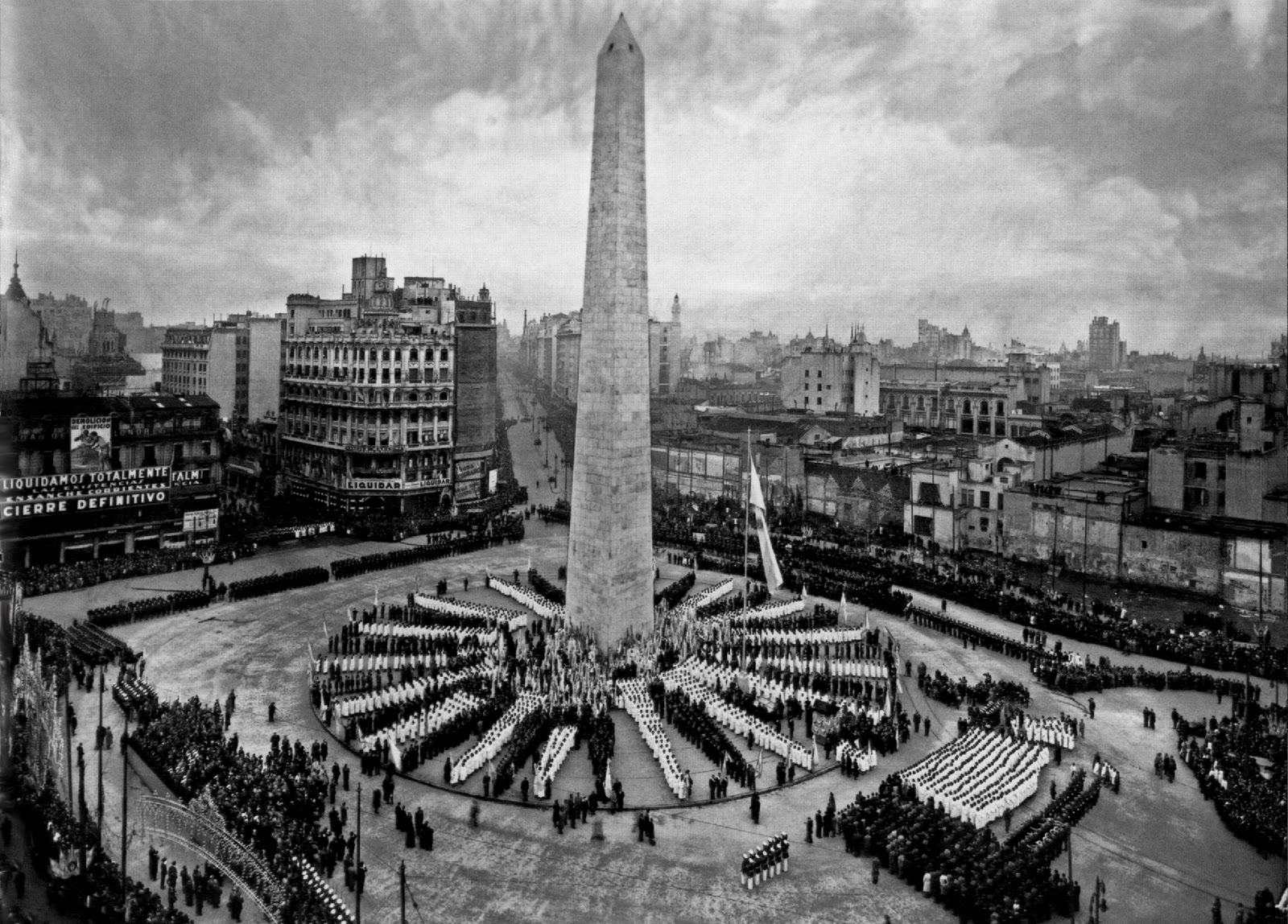
Plaza de la República el 20 de junio de 1936, Día de la Bandera

En la noche del 20 al 21 de junio de 1938, al día siguiente de haberse realizado en el lugar un acto público con la presencia del presidente Ortiz, se produjeron algunos desprendimientos del revestimiento de piedra que destruyeron las gradas donde el día anterior se agrupaban los abanderados de colegios primarios y secundarios de la ciudad durante el acto. Para terminar con el peligro de que nuevas placas de piedra pudiesen caerse, fueron reemplazadas por revoque de cemento en el que se imitó el dibujo de las lajas, que fue pintado con 620 litros de látex. Al quitarse las lajas no se tuvo en cuenta que se retiró una leyenda que decía «Alberto Prebisch fue su arquitecto».
Inmediatamente después de su construcción, el obelisco se tornó en centro de las burlas y protestas de los porteños. Tres años después de su inauguración, en junio de 1939, el Concejo Deliberante sancionó la demolición del Obelisco por Ordenanza N.º 10.251, por 23 votos contra tres, aduciendo razones económicas, estéticas y de seguridad pública. Pero la ordenanza fue vetada por el intendente Goyeneche, y no prosperaron otras tentativas por derribarlo.

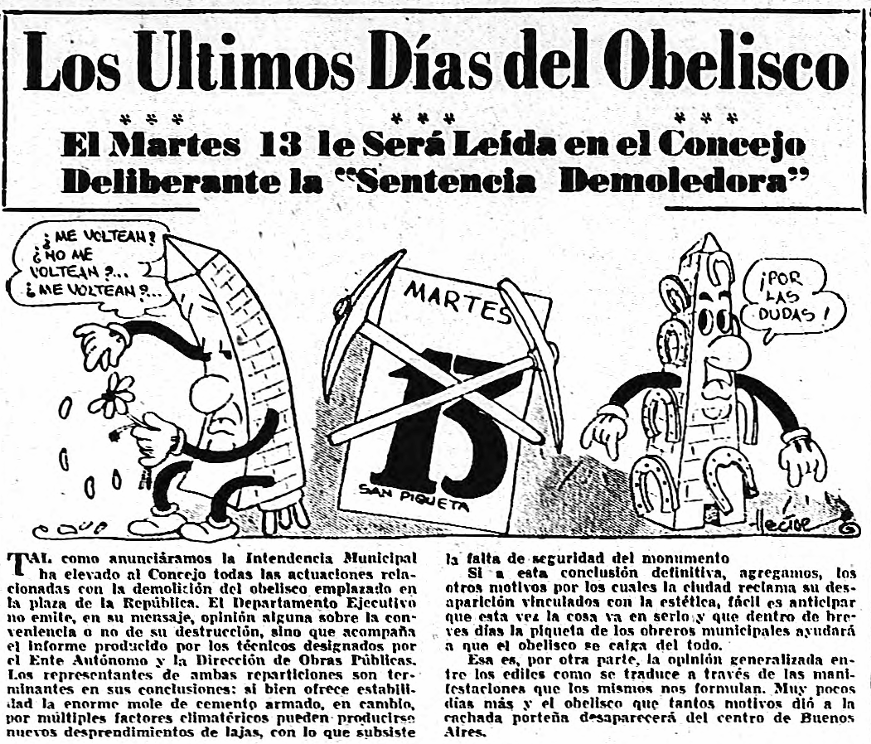
Nota del diario Crítica sobre la posible demolición del obelisco en 1939.

La estructura del mismo, basada en la estética racionalista, generó más de una polémica entre los partidarios de la renovación de la ciudad y los sectores más tradicionalistas. Actualmente ya se lo considera como un ícono de la ciudad.
En 1987 se lo rodeó con una reja para impedir las inscripciones en sus paredes. En 1998, activistas de Greenpeace violaron el acceso y desplegaron desde la punta un cartel con la leyenda «Salven el clima». En la actualidad, el Obelisco ha sido frecuentemente utilizado como punto de reunión de diversas manifestaciones, las que abarcan también las avenidas 9 de Julio y Corrientes que lo rodean, hecho similar al que ocurre en Plaza de Mayo.
Concesión y ascensor
En agosto de 2025 el Gobierno de la Ciudad de Buenos Aires concesionó el Obelisco y el Centro de Monitoreo Urbano a un consorcio integrado por las empresas Autotransportes Andesmar y Da Fre Obras Civiles, mediante un contrato de cinco años. El canon mensual establecido fue de 26,1 millones de pesos, cifra superior al mínimo fijado en los pliegos licitatorios.
La concesión incluye la explotación turística del monumento, con la posibilidad de cobrar una entrada de hasta 20.000 pesos para acceder al mirador ubicado a 62 metros de altura. Para ello se construyó un ascensor (obra que se inició en 2024) con capacidad para cuatro personas y se habilitó un recorrido que combina el ascenso mecánico hasta los 55,5 metros y un tramo final por escaleras hasta el mirador.
El contrato obliga a la empresa adjudicataria a realizar el mantenimiento del ascensor, la conservación de la estructura y el entorno, la operación de boletería y la instalación de áreas de recepción y servicios para visitantes. Asimismo, contempla la comercialización de entradas digitales, actividades turísticas complementarias y la venta de productos asociados.

## Intervenciones artísticas o conmemorativas
En diciembre de 1973 se lo decoró como árbol de Navidad.
En 1975 se colocó un anillo giratorio en el cuarto inferior de su altura, con las inscripciones «El silencio es salud» y «Mantenga limpia Buenos Aires».
Entre las muchas intervenciones, el 1 de diciembre de 2005 apareció completamente cubierto por un preservativo de color rosado, en conmemoración del Día Mundial de la Lucha contra el Sida.

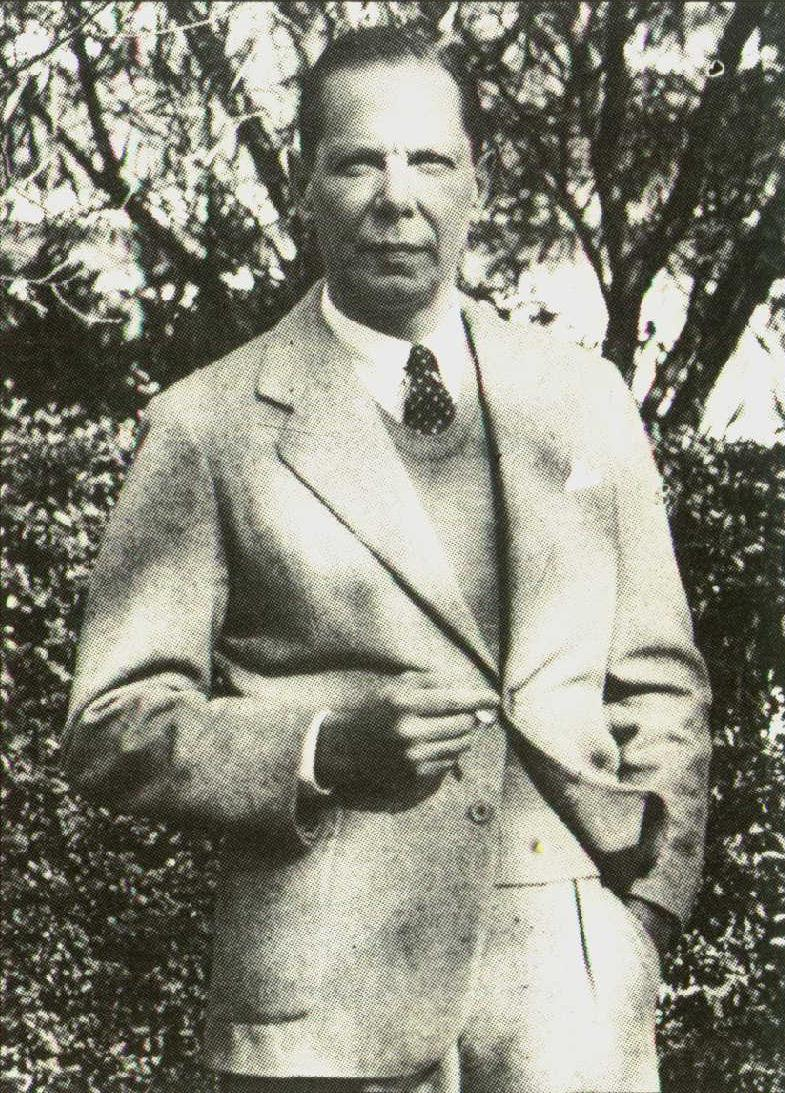
Alberto Prebisch, el arquitecto creador del Obelisco

El 20 de septiembre de 2007, conmemorando los 150 años de las relaciones entre Argentina y Alemania, amaneció cubierto con una tela de 60 m² con los colores de las banderas de esos países. Además se ajustó un nuevo sistema complementario de iluminación que fue donado por la embajada de Alemania y empresas de ese país (Allianz, Osram y Siemens) que apoyaron la celebración.
El 7 de agosto de 2009, durante todo el día, el Obelisco exhibió como una instalación artística el brazalete distintivo del lema «Say No More», de Charly García, como parte de la campaña publicitaria para el lanzamiento de la canción «Deberías saber por qué», que marcó el esperado retorno del músico al mundo del espectáculo.
El 20 de septiembre de 2015 pareció estar desprovisto de su punta gracias a una intervención del artista argentino Leandro Erlich, que generó esta ilusión tapando la punta.
El 24 de noviembre de 2016, con motivo de la celebración del Día del Vino como Bebida Nacional, se proyectaron imágenes referidas a la vitivinicultura argentina en el Obelisco.
El 13 de diciembre de 2021, el realizador de directos Martín Pérez «Coscu» Disalvo de la mano de Samsung subió a la cima del Obelisco junto a su amigo y colega Gerónimo «Momo» Benavides haciendo un stream histórico siendo la primera transmisión en twitch en dicho monumento icónico del país, donde además aparecieron saludos de personalidades como Ibai Llanos, Sergio Agüero, Bizarrap y Rodrigo De Paul entre otros.

### Juegos Olímpicos de la Juventud 2018
El Obelisco fue el escenario principal en la fiesta que inició los Juegos Olímpicos de la Juventud 2018, al convertirse en una gigantesca pantalla vertical donde con un asombroso juego de luces y sonidos se realizó una cuenta regresiva. Luego, siempre iluminado, abrió la fiesta con un acróbata descendiendo desde su extremo superior y flameando la bandera argentina. Inmediatamente fue utilizado simulando mediante luces a veces una pista de remo, otras de atletismo y otras pistas por donde los acróbatas colgados de arneses bajaban o subían en virtuales botes o bicicletas. Muy diversas proyecciones se hicieron sobre el mismo y hacia el final se realizó en su base un show de tango con un bandoneonista «sentado» casi en la punta del Obelisco. Hablaron luego las autoridades del Comité Olímpico Internacional para finalmente ser prendida junto a él la llama olímpica.
Con motivo del 85.° aniversario de su fundación un doodle de Google le fue dedicado el 23 de mayo de 2021.

## Descripción
Su altura es de 67,5 m, y de estos 63,5 m son hasta la iniciación del ápice, que es de 3,5 m por 3,5 m. La base tiene 6,80 m de lado.
Tiene una sola puerta de entrada (en el lado oeste) y en su cúspide hay cuatro ventanas, con persianas metálicas, a las que solo se puede llegar por una escalera marinera de 206 escalones con 7 descansos cada 8 m y uno a 6 m.
La punta es roma; mide 40 cm y culmina en un pararrayos que no logra verse por la altura, cuyos cables corren por el interior del monumento. Existe una caja de hierro empotrada que según se dice guarda una foto del jefe de máquinas de la construcción, y una carta destinada a quienes lo demuelan.

### Inscripciones en sus frentes
| Frente norte | Frente oeste | Frente sur                                                 | Frente este | Poema                                                              |
| --- | --- | ---------------------------------------------------------- | --- | ------------------------------------------------------------------ |
| Frente norte | Frente oeste | Frente sur                                                 | Frente este | Poema                                                              |
| En este sitio en la torre de San Nicolás fue izada por primera vez en la ciudad la Bandera Nacional el XXIII de agosto de MDCCCXII. | Capital Federal Ley dictada por el Congreso Nacional el XX de septiembre de MDCCCLXXX a iniciativa del Presidente Nicolás Avellaneda Decreto del Presidente Julio A. Roca VI de diciembre de MDCCCLXXX. | Segunda Fundación por Juan de Garay XI de junio de MDLXXX. | Buenos Aires a la República En el IV Centenario de la fundación de la ciudad por Don Pedro de Mendoza. II de febrero de MDXXXVI. | Poema de Baldomero Fernández Moreno inscripto sobre el frente sur. |

En el frente que da al lado sur, en su base, en un muy pequeño rectángulo, se encuentra escrito este soneto de Baldomero Fernández Moreno, que escribió durante una cena de homenaje en el Alvear Palace Hotel a Prebisch (según la anécdota lo escribió en una servilleta y se lo entregó a su esposa).
El Obelisco
¿Dónde tenía la ciudad guardada
esta espada de plata refulgente
desenvainada repentinamente
y a los cielos azules asestada?
Ahora puede lanzarse la mirada
harta de andar rastrera y penitente
piedra arriba hacia el Sol omnipotente
y descender espiritualizada.
Rayo de luna o desgarrón de viento
en símbolo cuajado y monumento
índice, surtidor, llama, palmera.
La estrella arriba y la centella abajo,
que la idea, el ensueño y el trabajo
giren a tus pies, devanadera.

## Imágenes

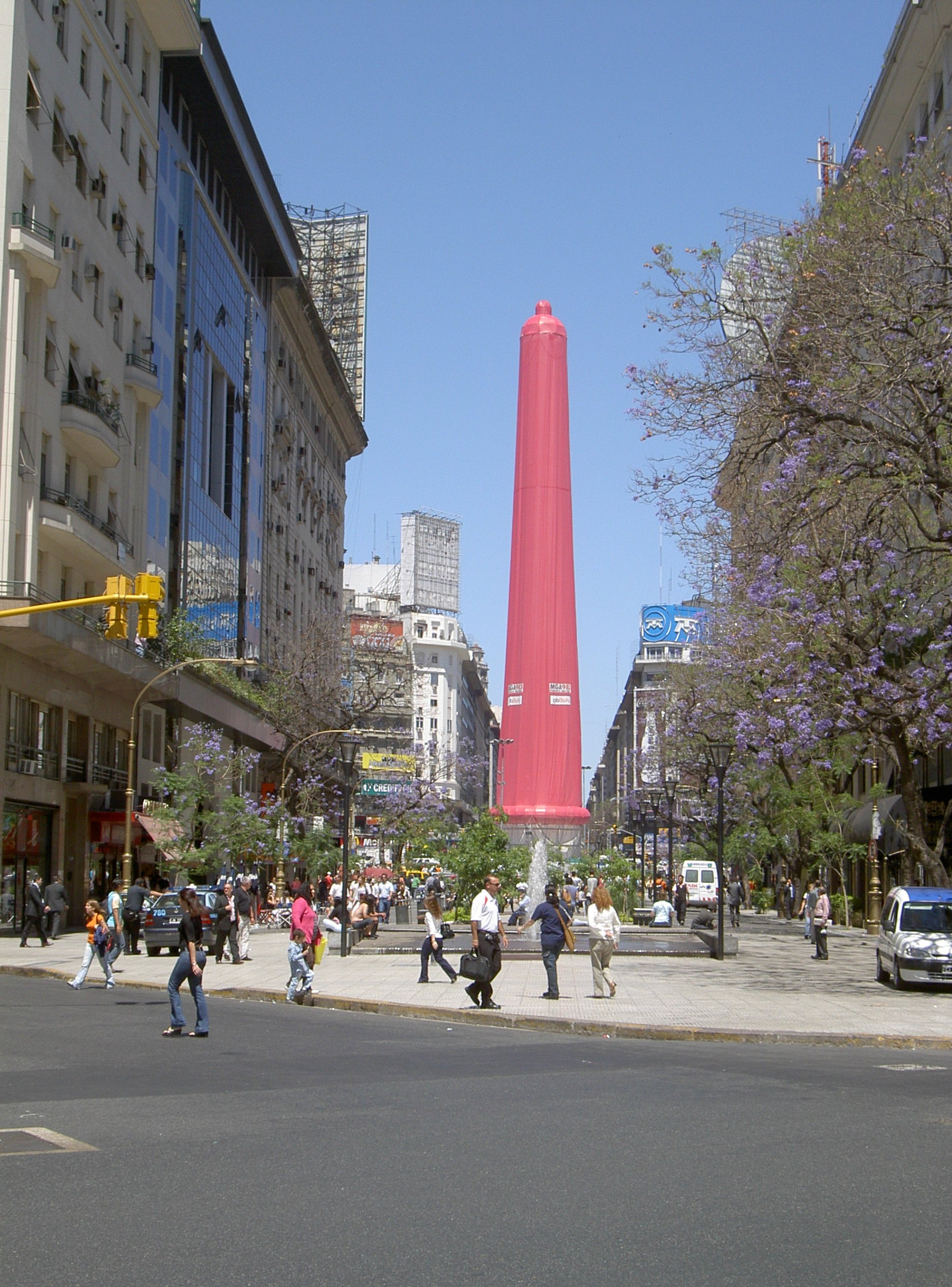
El Obelisco con apariencia de condón, en el Día Mundial de la Lucha contra el Sida, en 2005.
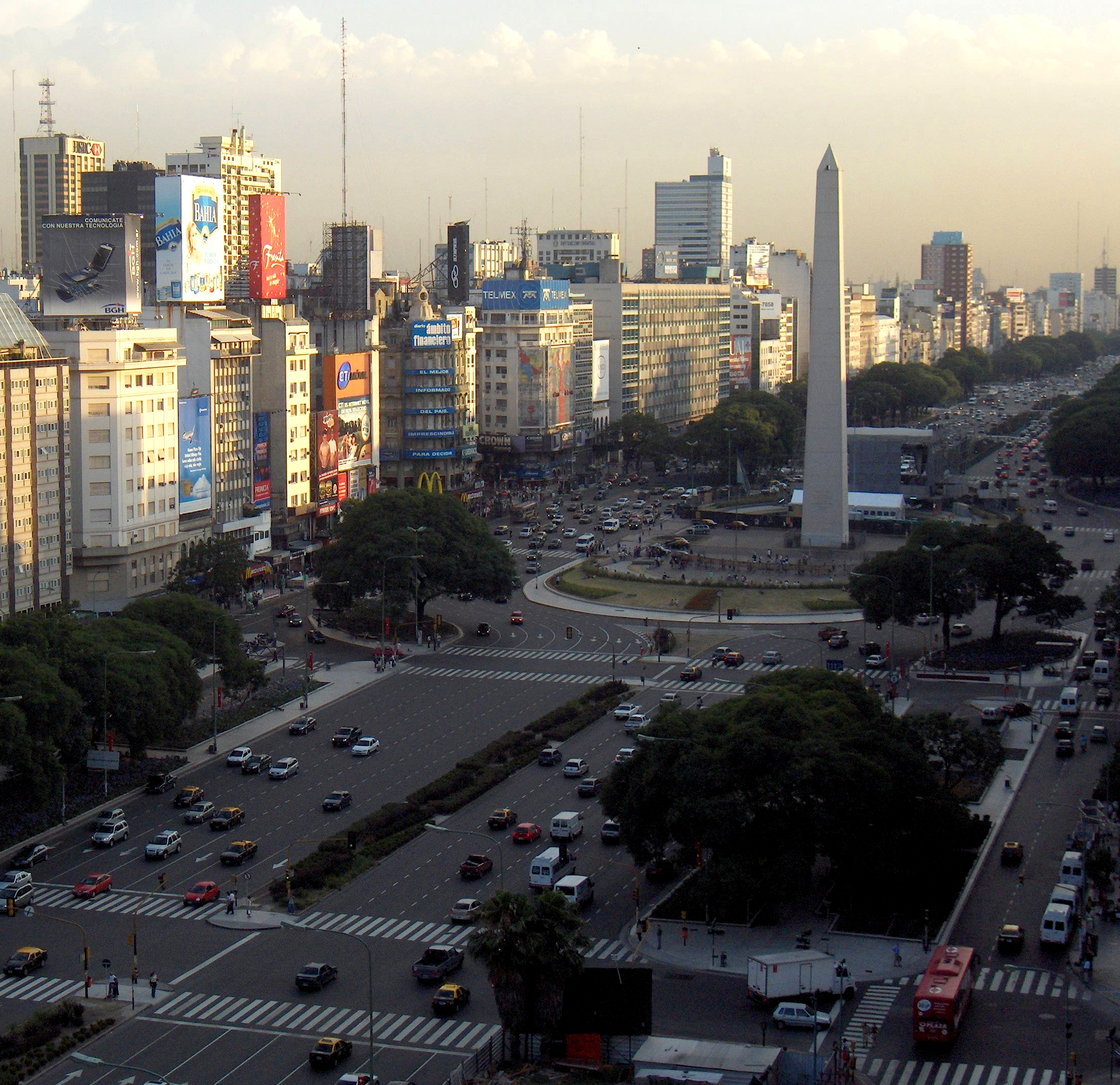
Obelisco y Avenida 9 de Julio.
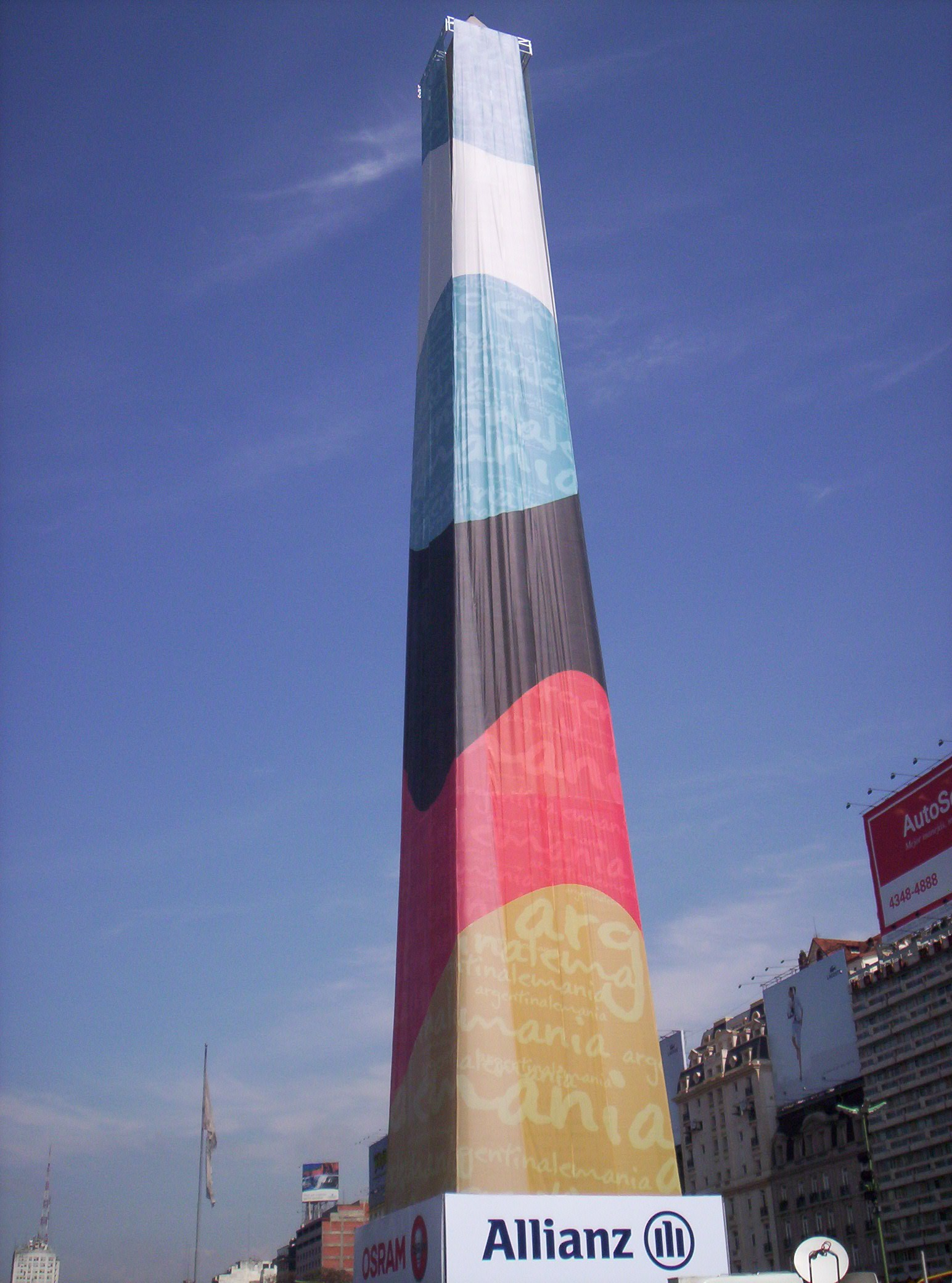
El Obelisco celebrando 150 años de las relaciones Alemania-Argentina, 21 de septiembre de 2007.
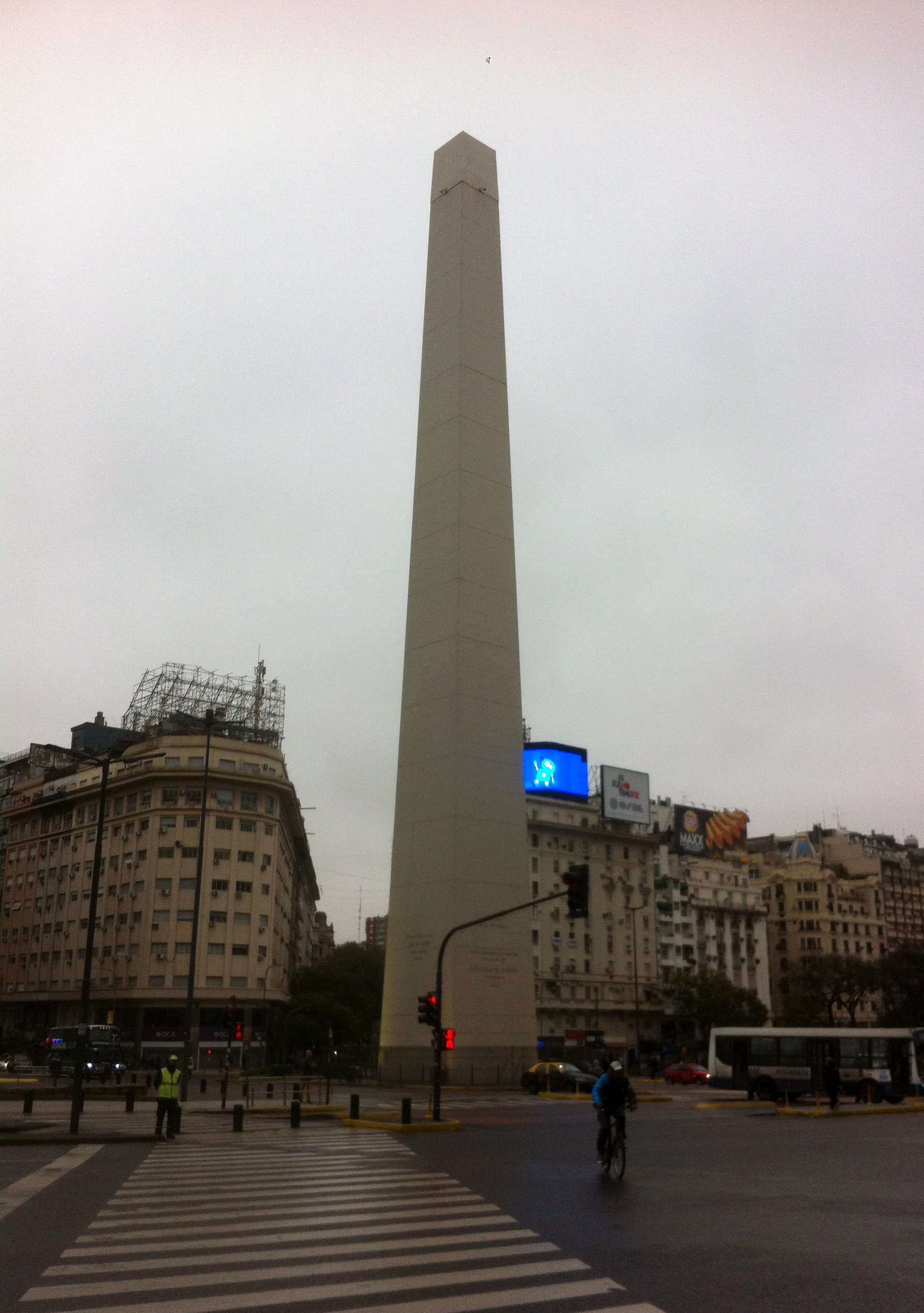
La punta recubierta por paneles, creando la ilusión óptica de que había sido retirada.
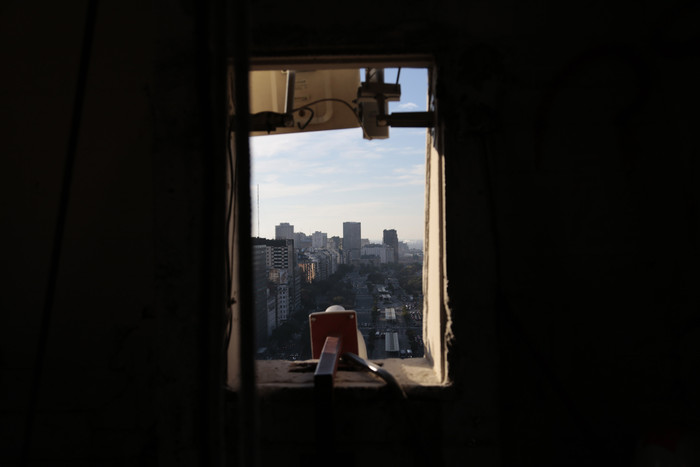
La Avenida 9 de Julio, vista desde la punta del obelisco.
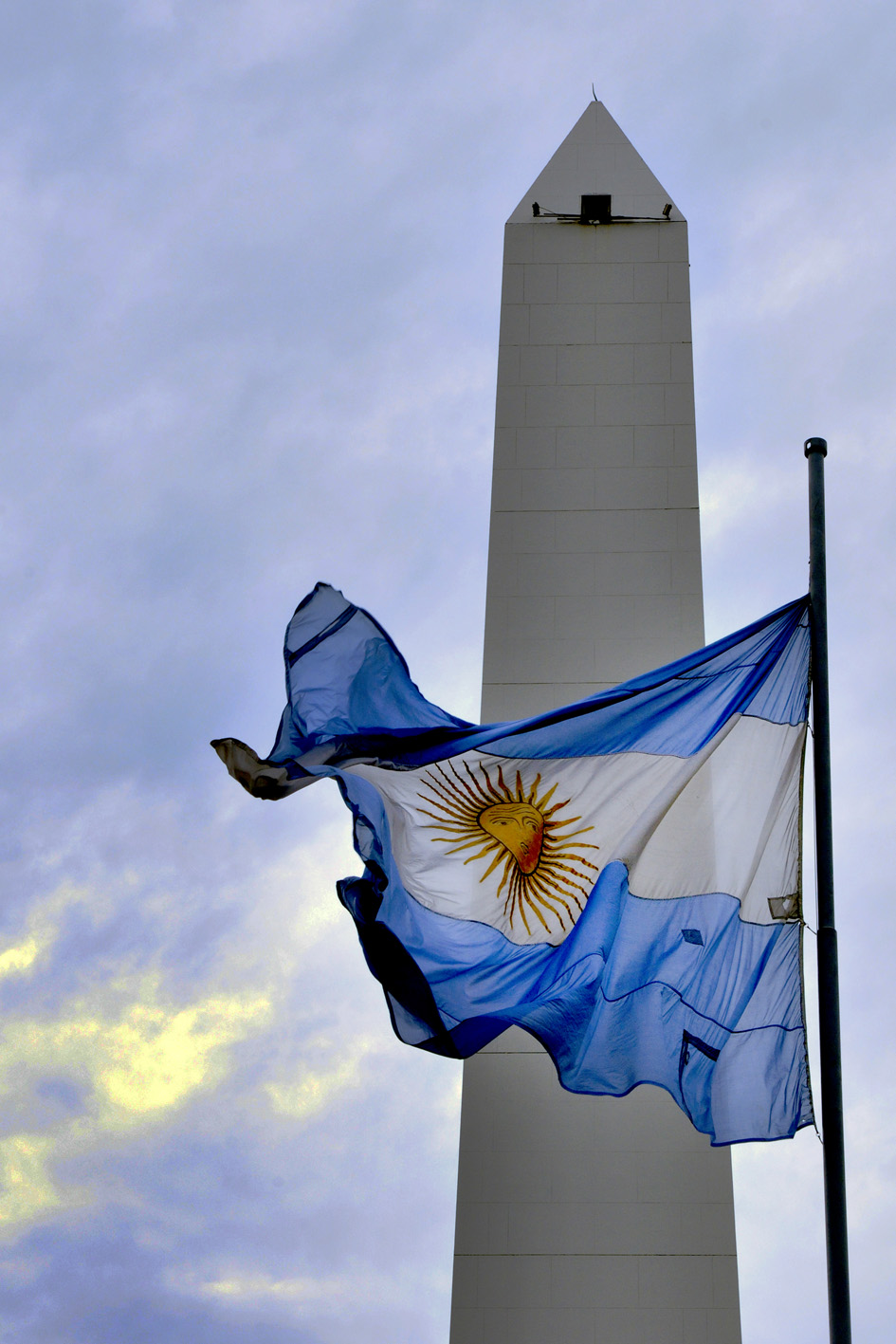
Obelisco y bandera argentina.
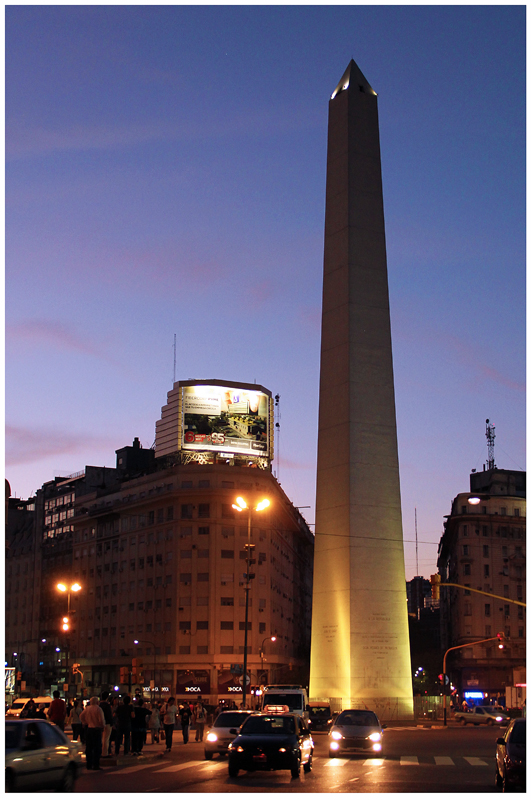
Vista nocturna.
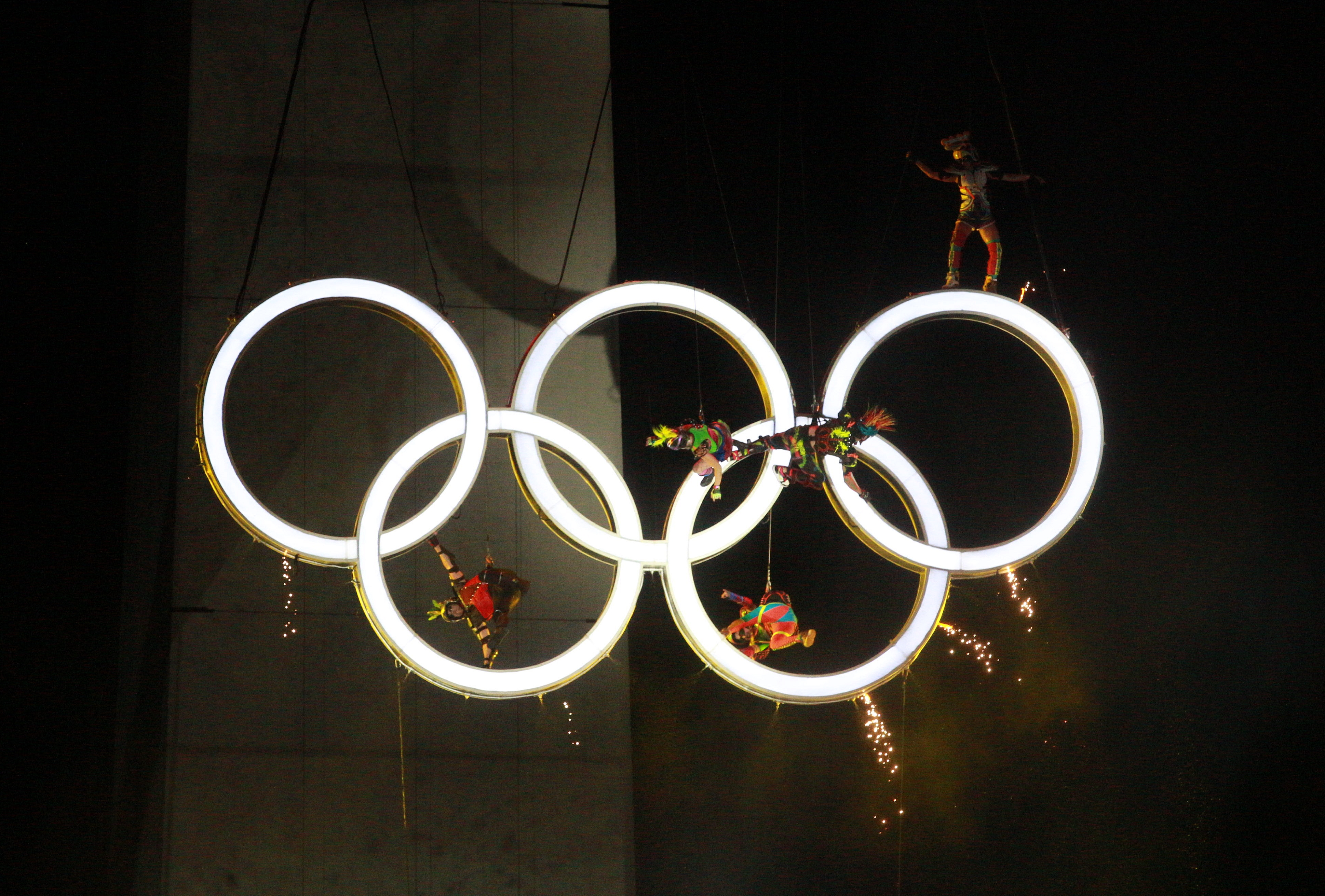
Presentación de los Anillos olímpicos durante la ceremonia de apertura de los Juegos Olímpicos de la Juventud 2018.
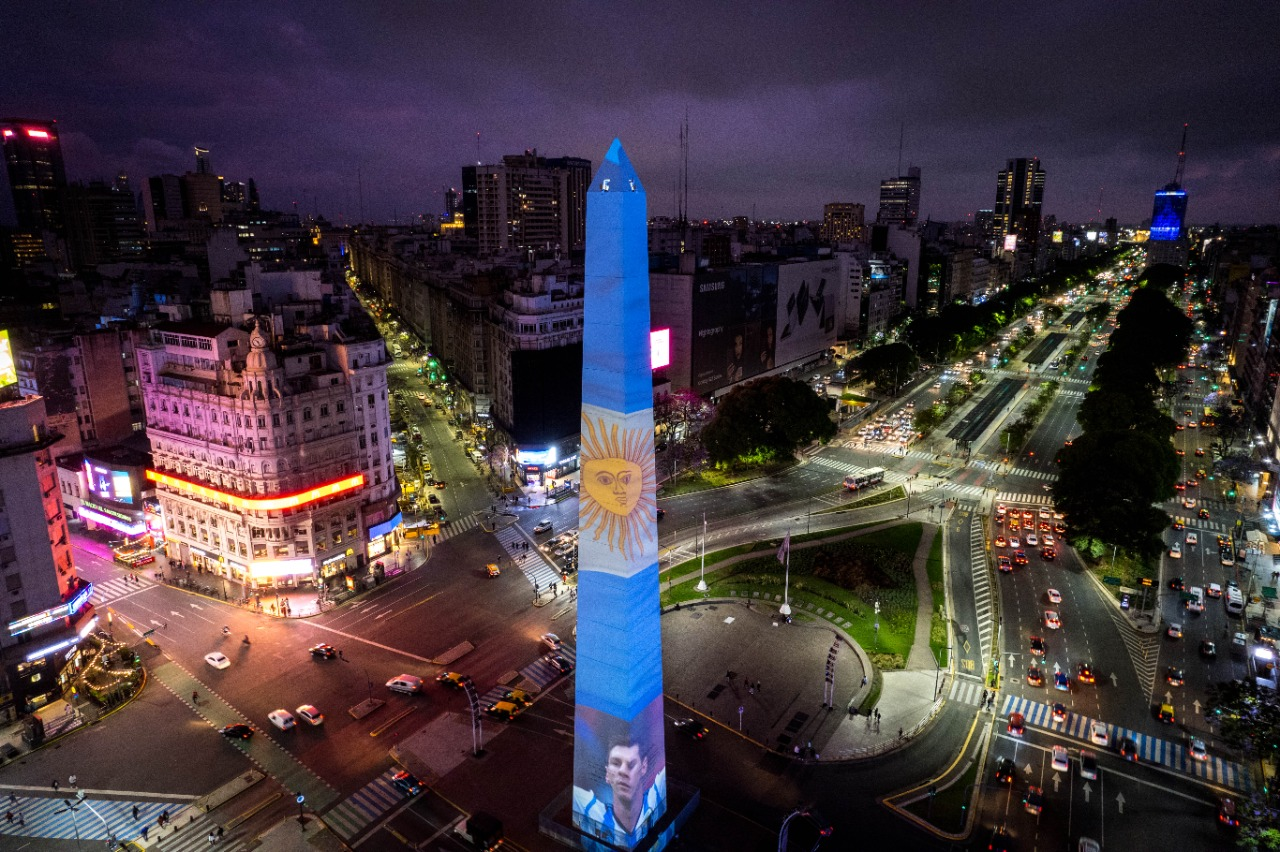
El Obelisco con la imagen argentina, durante la Copa Mundial de Fútbol de 2022.
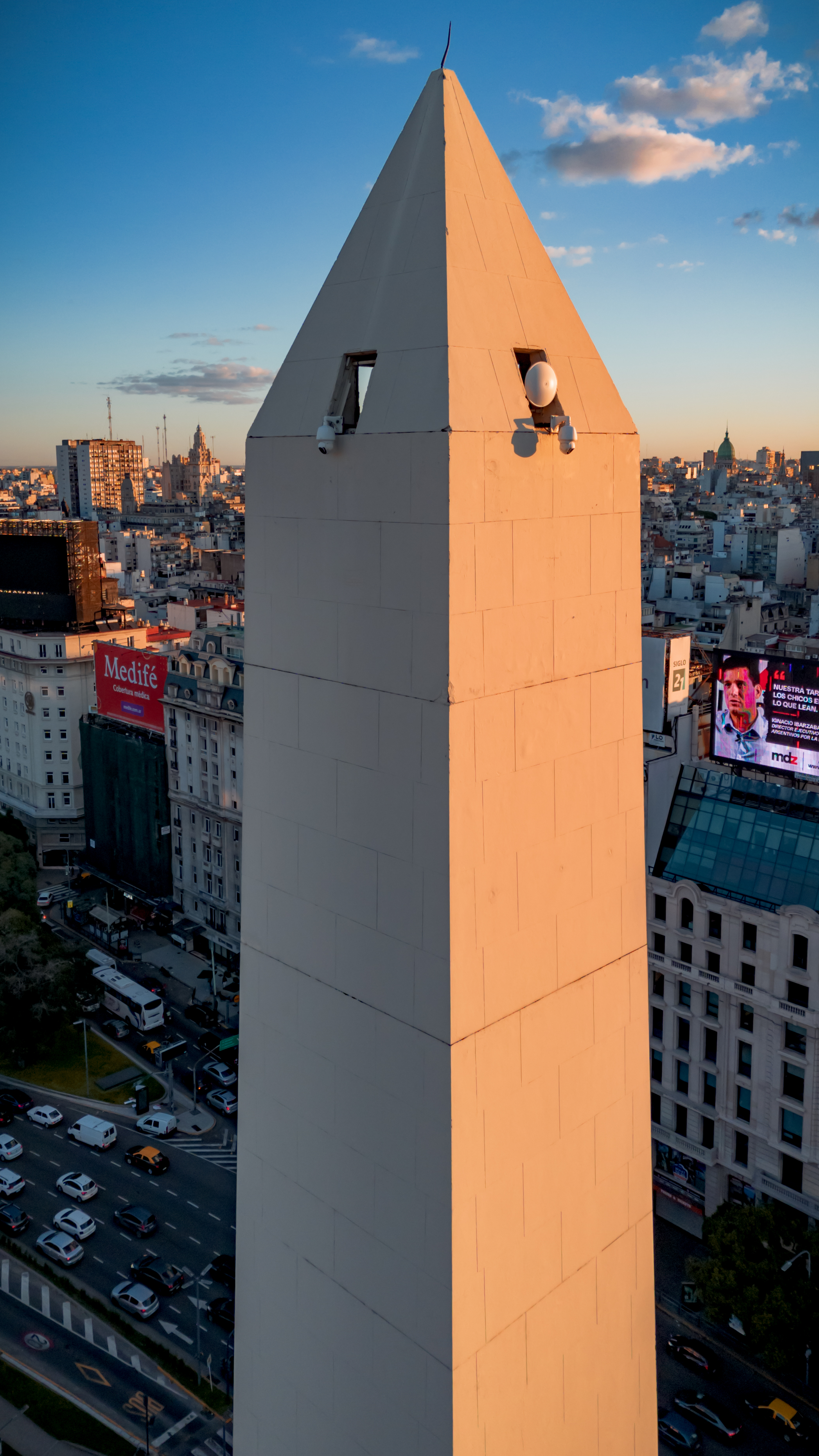
Remate del obelisco desde el aire.